# Maarten Tordoir
Maarten Tordoir (Bonheiden, 22 januari 1985) is een Belgisch voetballer. Hij was verschillende jaren jeugdinternational. Hij speelde achtereenvolgens voor KSC Keerbergen, Heist en KV Mechelen. In 2002 debuteerde op zijn 17 jaar in de eerste ploeg van Kv Mechelen.
Op het einde van het seizoen 2003-2004 vertrok hij naar SK Londerzeel, actief in de Belgische vierde klasse. Met SK Londerzeel werd Maarten tijdens het seizoen 2005-2006 kampioen in de vierde klasse, zodat hij seizoen 2006-2007 in de derde afdeling speelt.
In het seizoen 2008-2009 speelde Tordoir voor het gepromoveerde KV Woluwe-Zaventem  in Derde Klasse A. In het seizoen 2010-2011 zal Tordoir spelen voor KFC Eppegem.